# Silver Plume
Silver Plume – miasto w Stanach Zjednoczonych, w stanie Kolorado, w hrabstwie Clear Creek.